# Golobičarke
Golobičarke (znanstveno ime Russulaceae) so družina gliv iz reda golobičarji.
Od lističark se golobičarke ločijo po kroglastih celicah v mesu, zaradi katerih le-to ni vlaknasto, ampak sirnato mehko.

## Seznam rodov golobičark Slovenije[6]
- mlečniki (Lactifluus)
- mlečnice in sirovke (Lactarius)
- golobice (Russula)
- mlečke (Zelleromyces)